# Хописи
Хописи (груз. ხოპისი) — село в Грузии, на территории Тетрицкаройского муниципалитета края (мхаре) Квемо-Картли.

## География
Село находится в юго-восточной части Грузии, к югу от реки Алгети (Алгетское водохранилище), на расстоянии приблизительно 3 километров (по прямой) к северо-востоку от города Тетри-Цкаро, административного центра муниципалитета. Абсолютная высота — 894 метра над уровнем моря.

## Население
По результатам официальной переписи населения 2014 года в Хописи проживало 12 человек (7 мужчин и 5 женщин). В национальной структуре населения грузины составляли 100 %.
| Год  | Население, человек |
| ---- | ------------------ |
| 2002 | 27                 |
| 2014 | ↘ 12               |